# Zinken (Archäologie)
Der Zinken ist eine jungpaläolithische Geräteform. Seine Grundform ist ein kräftiger Abschlag mit einer bohrerähnlichen, durch Steilretusche herausgearbeiteten Spitze, die oft zur Seite leicht abgewinkelt ist und außerhalb der Längsachse liegt. Es ist nicht immer möglich, Zinken und Bohrer zu unterscheiden. Die Spitze des Zinken kann 0,2–3,0 cm lang sein. Zinkenformen sind der Zinken: 
- mit einer Spitze
- mit Spitzen an beiden Enden
- die mit einem weiteren Gerätetyp kombiniert sind, z. B. einem Schaber.

Mit dem Zinken konnte man herauszulösende Späne aus einem Geweih unterschneiden. Bevor man einen gekrümmten Zinken nutzbringend anwendete, mussten mit dem Geradzinken oder Stichel zwei Rillen ausgearbeitet werden. War die Partie zwischen diesen Furchen genügend weit unterminiert, konnte sie mit Hilfe von eingetriebenen Querkeilen aufgekippt und in Form eines langen regelmäßigen Spanes freigemacht werden. Geweihspäne waren die Basis für Pfeil- und Speerspitzen, Harpunen und Knochennadeln. 